# Jordi Carbonell i Tries
Jordi Carbonell i Tries   (Perpinyà, 8 de març de 1920 - Perpinyà, 4 d'agost de 2013) fou un escriptor nord-català.
La primera professió de Carbonell fou la de militar. Amb l'exèrcit va visitar països com ara Algèria, Tunísia, el Marroc, Níger i el Vietnam. Va publicar una dotzena de llibres (sobretot novel·les), sovint editats per ell mateix. Comptà amb dos grans reconeixements per la seva tasca: el Premi Sant Jordi i la Creu de Sant Jordi (concedida el 1992).

## Obra
Obra de Jordi Carbonell.

### Novel·la
- 1979 Un home qualsevol (ed. Proa)
- 1980 La traïció (autoedició)
- 1981 Thessàlia (autoedició)
- 1982 ...li tiri la primera pedra (autoedició)
- 1983 La cinquena dimensió (autoedició)
- 1984 L'home de l'Altair (autoedició)
- 1985 El cant de les sirenes (autoedició)
- 1986 L'or dels altres (autoedició)
- 1987 El revers de la medalla (autoedició)
- 1989 El meu destrer blanc (autoedició)
- 1994 El gat de casa (ed. Columna)

### Assaig
- 1988 L'Evangeli segons Jordi Carbonell (autoedició)

## Premis literaris
- 1978 Sant Jordi per Un home qualsevol
- 1992 Premi Fiter i Rossell per El gat de casa